# May Chidiac
May Chidiac (Beiroet, 20 juli 1966) is een Libanees journalist.

## Leven
Chidiac werkte bij de Libanese Broadcasting Corporation (LBC). Ze was daar nieuwslezer voor politieke thema's en werd bekend om haar anti-Syrische standpunten.
Op 25 september 2005 werd ze slachtoffer van een op haar gedoelde autobom die ze overleefde. Door de aanslag verloor ze haar linkeronderarm en -been. In drie jaar tijd onderging ze 30 operaties. Ze ging voor behandeling naar Parijs.
Vier dagen na de dood van Edmond Naïm, op 27 januari 2006, kondigde ze haar kandidatuur aan voor de Maronitische zetel van het kiesdistrict Baabda-Aley.
Op 12 juli 2006 kwam ze weer naar Libanon terug en nam ze iets later haar journalistieke werk weer op.
Op  3 februari 2009 zwichtte ze uiteindelijk toch voor de terreur en nam ze in een emotionele laatste tv-uitzending afscheid van het publiek.

## Onderscheidingen
- 2006: Courage in Journalism Award, van de Internationale Mediastichting voor Vrouwen
- 2006: Guillermo Cano Internationale Prijs voor Persvrijheid van de UNESCO
- 2007: Ridder in het Legioen van Eer van Frankrijk